# Gymnopodium floribundum
Gymnopodium floribundum là một loài thực vật có hoa trong họ Rau răm. Loài này được Rolfe mô tả khoa học đầu tiên năm 1901.